# Zazà (opera)
Zazà è un'opera lirica in quattro atti di Ruggero Leoncavallo, musicata su libretto del compositore stesso e rappresentata la prima volta al Teatro Lirico di Milano il 10 novembre 1900 diretta da Arturo Toscanini con Rosina Storchio ed Edoardo Garbin.

## L'opera
Zazà è stata concepita da Leoncavallo durante la sua permanenza a Parigi. Durante questo soggiorno (1882-1886) l'autore si comportò tipicamente come quei bohèmien che saranno magnificamente descritti dall'autore stesso nonché da Giacomo Puccini nelle rispettive opere La bohème e La bohème.
La vita parigina di Leoncavallo, specialmente quella dei primi anni, era caratterizzata dai mille espedienti con cui il pianista cercava di guadagnarsi da vivere, ingegnandosi al massimo per far fronte alle spese di un bohèmien parigino.
Le strabilianti capacità di Leoncavallo lo portarono in fretta dalle fiaschetterie periferiche (in cui l'autore accompagnava i cantanti al pianoforte), a contratti di maggior prestigio, primo fra tutti quello al celebre caffè "Eldorado", in Boulevard de Strasbourg.
Zazà è un'opera caratterizzata dai temi più tipicamente cari al caffè-concerto francese, dalla vita bohèmien, all'equivoca e contraddittoria etica della piccola borghesia francese, ai temi melodici dell'operetta, tutti elementi che ricorrono anche nella Bohème e in Pagliacci.

## Il personaggio
Zazà è indubbiamente il personaggio intorno a cui ruota il fulcro della trama nonché il significato drammatico dell'opera intera. Il personaggio di Zazà è complesso e moderno, caratteristiche che la avvicinano significativamente agli artisti maledetti del tempo.
Il personaggio di Zazà può essere cautamente paragonato a quello di Tosca, anche se le somiglianze si assottigliano non appena si riconosce la voluta assenza di comportamenti epici e ribelli nella Zazà di Leoncavallo.
Zazà è una donna che, pur avendo un'emotività notevole e pur provando fortissime passioni, mette a rischio di continuo la propria vita sentimentale nonché la sua carriera di cantante all'Alcazar.
Le forti contraddizioni che caratterizzano i comportamenti e la psiche di Zazà sono la fonte della sua sconfitta di fronte alla lineare purezza di una famiglia perfetta, musicalmente espressa mediante un'Ave Maria e dal canto della piccola Totò.
Probabilmente la complessità del personaggio di Zazà, nonché la difficoltà per una cantante nell'alternare vocalità tipiche dell'operetta e a quelle della tragedia lirica, sono alla base del suo scarso successo di pubblico.
Successive registrazioni hanno restituito un po' di giustizia a questo capolavoro, anche se Zazà, come d'altronde Leoncavallo stesso, rimangono al momento inspiegabilmente sottovalutati e ignorati dai più importanti teatri lirici internazionali che, fatta eccezione per Pagliacci, mostrano una sostanziale indifferenza per le altre opere di Leoncavallo.

## Sinopsi

### Primo atto
Il primo atto si apre nel retro del palco del caffè Alcazar di Saint-Étienne, in cui un vortice di artisti, giornalisti e camerieri corrono per gestire la locanda nella sua ora di massima frequentazione. Dopo che una delle cantanti, Floriana, esegue un'aria giocosa, è il turno della star dell'Alcazar: Zazà, cantante seducente dall'irresistibile fascino zingaresco-bohèmien.
Col suo triste canto, Zazà informa il pubblico del caffè (nonché il lettore del libretto) della sua difficile infanzia di bambina abbandonata dal padre, che si deve prendere cura di una madre alcoolizzata. Zazà prova una grande attrazione per Milio Dufresne, che però mostra titubanza nel concedersi ad una donna così enigmatica e affascinante.
Tentato con mille astuzie da Zazà, Milio cede e le dà un bacio appassionato prima che lei entri in scena.

### Secondo atto
Nel secondo atto Milio, rattristato, confessa a Zazà di doversi assentare per quattro mesi per un viaggio di lavoro a Parigi che proseguirà poi negli Stati Uniti d'America. Zazà è felice della sua relazione con Milio: dopo tre mesi l'amore fra i due non fa che infuocarsi e aumentare. L'idillio s'interrompe quando Cascart, il cantante che solitamente duetta con Zazà e che prova un grande affetto per lei, cerca di dimostrare che Milio ha un'altra donna a Parigi. Zazà, confusa e nervosa, parte alla volta di Parigi con la sua cameriera per risolvere l'atroce dubbio.

### Terzo atto
Il terzo atto si apre con Milio, che in un'aria disperata esprime tutto il suo dolore perché una volta negli Stati Uniti lascerà Zazà per sempre. Mentre Milio è fuori, Zazà e la cameriera si fanno ricevere in casa sua. Mentre Zazà attende di essere ricevuta trova una lettera in salotto, che prova che Cascart aveva ragione: Milio è sposato.
La tragicità della scoperta si fa acutissima quando Zazà conosce Totò, dolce figlia di Milio, che suona per lei un'Ave Maria al pianoforte. Zazà ricorda il dolore provato per l'allontanamento del padre e, distrutta, rifiuta la prospettiva di rubare all'angelica Totò il suo adorato papà Milio.
Zazà abbraccia quindi Totò, riconoscendosi in quella pura creatura, e fugge di corsa mentre la moglie di Milio osserva la scena incredula.

### Quarto atto
Durante il quarto atto Zazà è tornata all'Alcazar e attende Milio che le promise una veloce visita prima d'imbarcarsi per gli Stati Uniti. Quando Milio giunge da Zazà, ella gli dice di aver scoperto tutto della sua famiglia e di aver conosciuto la dolce Totò. Dilaniata dal dolore afferma di aver svelato alla moglie della sua relazione clandestina con Milio.
Milio, furibondo e terrorizzato di aver perduto la sua famiglia, la getta a terra e la insulta. Pentita, Zazà svela a Milio la verità: può tornare a casa tranquillamente perché la sua famiglia perfetta lo attende trepidante. La scena si chiude con Milio che si allontana verso la stazione per fare ritorno a Parigi e Zazà che piange la sua solitudine e il suo abbandono.

## Interpretazioni cinematografiche
Il personaggio di Zazà venne interpretato da Isa Miranda nel 1944, sia al cinema, nel film omonimo, diretto da Renato Castellani, che subito dopo in teatro.
La stessa attrice avrebbe già dovuto interpretare il medesimo ruolo per un film americano durante la sua trasferta ad Hollywood, nel 1939, ma il suo accento non fu ritenuto buono. Il film venne prodotto ugualmente,  fu diretto da George Cukor e il ruolo principale venne affidato a Claudette Colbert.
La prima versione cinematografica però risale al 1909, quando Zazà venne interpretata da Lydia De Roberti.